# Ilie Bolojan
Ilie Gavril Bolojan, född 17 mars 1969 i Vadu Crișului, är en rumänsk politiker som var Rumäniens tillförordnade president mellan februari och maj 2025. Mellan december 2024 och februari 2025 var han landets senatspresident. Sedan juni 2025 är han Rumäniens premiärminister. Han var tillförordnad partiledare för  Nationalliberala partiet (PNL) mellan november 2024 och februari 2025.
Innan han gick in i rikspolitiken var han borgmästare i Oradea (2008-2020) och senare ordförande i Bihors länsfullmäktige (2020-2024).
Den 26 maj 2025 efterträddes Bolojan på presidentposten av Nicușor Dan, som valts till president den 18 maj.